# 魯德尼基 (沃倫州)
51°2′1″N 25°45′43″E / 51.03361°N 25.76194°E
魯德尼基（羅馬化：Rudnyky）是烏克蘭西北部的村落，隸屬沃倫州的盧茨克區。該村始建於1545年，面積46.43平方公里，海拔高度186米，2001年人口1,461，人口密度每平方公里31.47人。